# Jurij Erber
Jurij Erber, slovenski redovnik, * 20. september 1660, Kočevje, † 25. maj 1715, Budim.
Erber je bil sprejet v jezuitski red leta 1678. Na verskih učnih ustanovah (kolegijih) v Gorici, Linzu in Passauu je učil filozofijo in teologijo, ter umrl kot rektor kolegija v Budimpešti za kugo. Izdal je: Assertiones ex tractatu de legibus (Linnz, 1713) in Fasciculus rubricarum utriusque iuris sive indices titulorum iuris canonici et civilis redacti in ordinem aliphabeticum (Linnz, 1713).